# Разград
Ра́зград (болг. Разград) — місто в Болгарії, в історичній області Лудогоріє. Розташоване в Разградській області, входить до складу громади Разград. Населення становить 33,4 тисяч чоловік.

## Демографія
| Рік  | Населення |
| ---- | --------- |
| 1985 | 49 353    |
| 1992 | 40 933    |
| 2000 | 41 087    |
| 2005 | 36 568    |
| 2010 | 34 592    |

## Політична ситуація
Кмет (мер) громади Разград — Денчо Стоянов Бояджиєв (ініціативний комітет).

## Міста-побратими
1. Орел, Росія (з 1968 року)
2. Авджилар, Туреччина (з 2000 року)
3. Арма, Велика Британія (з 1995 року)
4. Віттенберге, Німеччина (з 2001 року)
5. Діжон, Франція (з 2007 року)
6. Келераші, Румунія (з 1992 року)

## Спорт
У місті базується професійний футбольний клуб «Лудогорець». У 1945–2006 роках існував також аматорський «ФК Лудогорець 2003» (злився 1997 року з клубом «Антибіотик», заснованим 1983 року).

## Відомі уродженці
- Осман Дуралієв — борець (вільна боротьба), дворазовий срібний призер Олімпійських ігор, багаторазовий срібний призер чемпіонатів світу та Європи.

## Карти
- bgmaps.com
- emaps.bg
- Google